# Миленков, Божидар
Божида́р Миле́нков (1 декабря 1954) — болгарский гребец-байдарочник, выступал за сборную Болгарии во второй половине 1970-х годов. Бронзовый призёр летних Олимпийских игр в Москве, участник Олимпийских игр в Монреале, победитель регат национального значения.

## Биография
Божидар Миленков родился 1 декабря 1954 года.
Благодаря череде удачных выступлений удостоился права защищать честь страны на летних Олимпийских играх 1976 года в Монреале — при содействии таких гребцов как Иван Манев, Николай Начев и Васил Чилингиров участвовал здесь в гонках байдарок-четвёрок на дистанции 1000 метров, успешно вышел в финальную стадию турнира, однако в решающем заезде финишировал лишь седьмым.
После монреальской Олимпиады Миленков остался в основном составе национальной команды Болгарии и продолжил принимать участие в крупнейших международных регатах. В 1980 году он прошёл квалификацию на Олимпийские игры в Москву — с четырёхместным экипажем, куда также вошли гребцы Лазар Христов, Борислав Борисов и Иван Манев, завоевал на километровой дистанции бронзовую медаль — лучше финишировали лишь команды ГДР и Румынии. Став бронзовым олимпийским призёром, вскоре Божидар Миленков принял решение завершить спортивную карьеру.